# موزه منطقه‌ای یغگنادزور

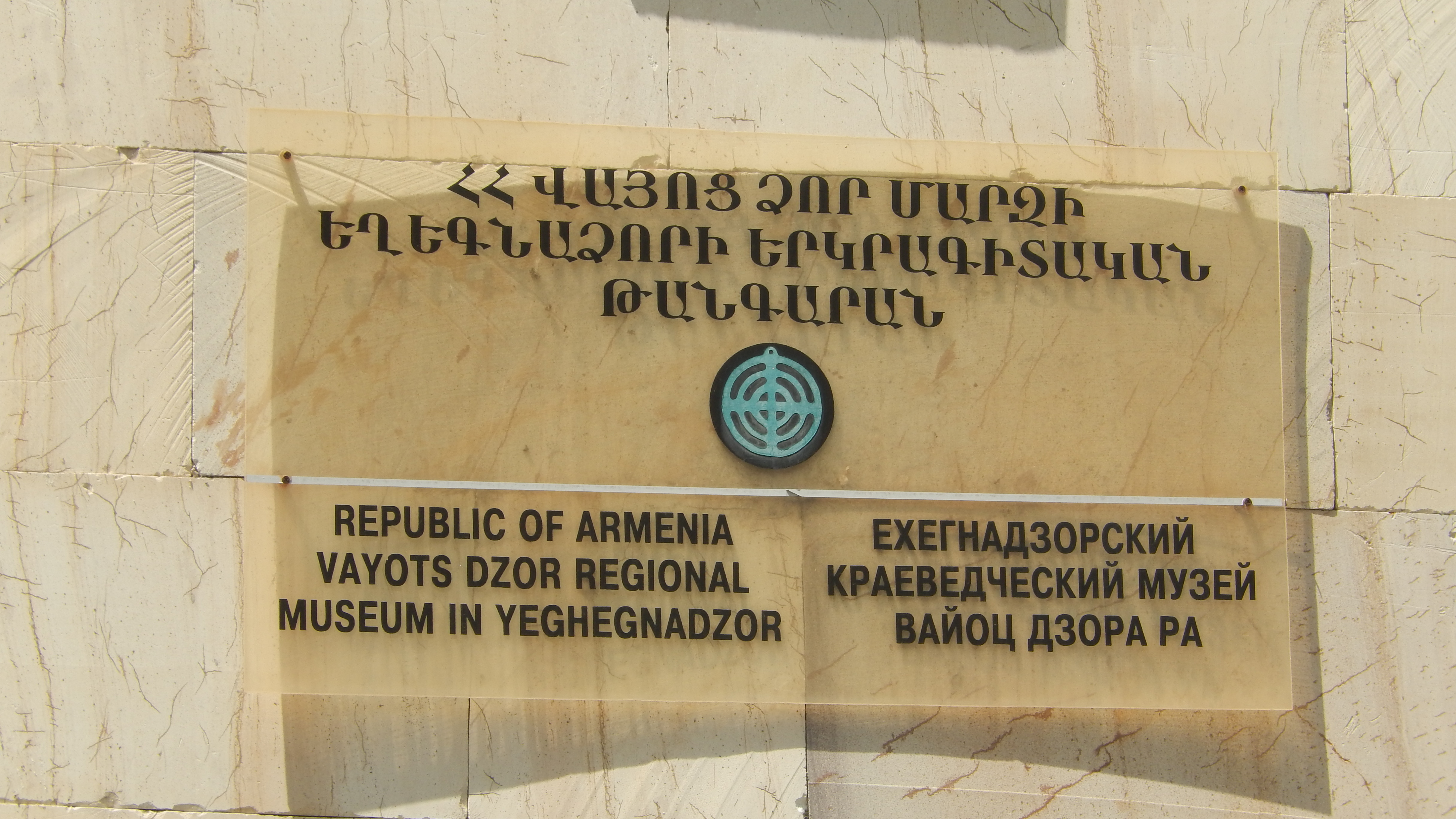
پلاک بیرونی موزه

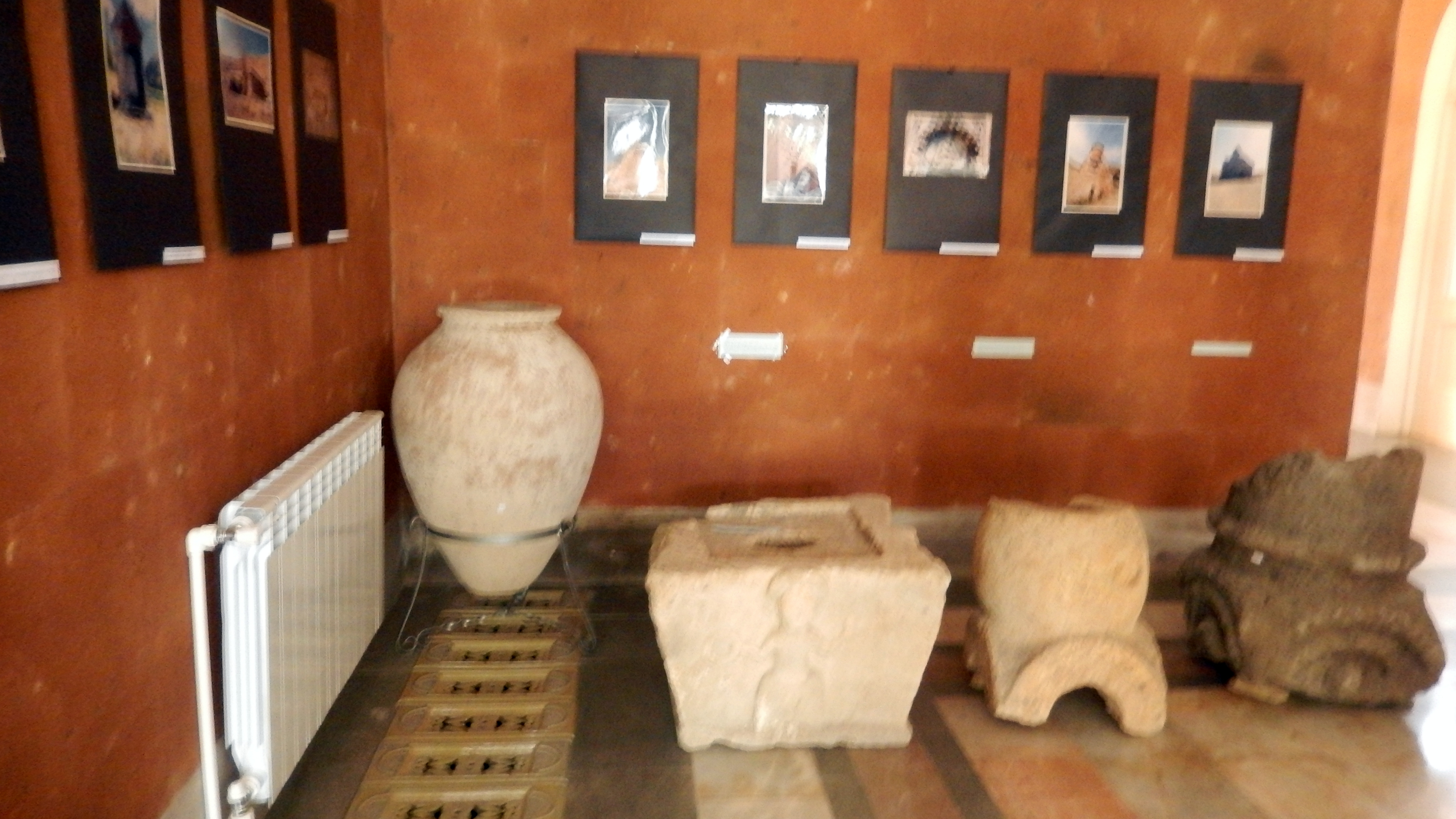
نمای داخلی موزه

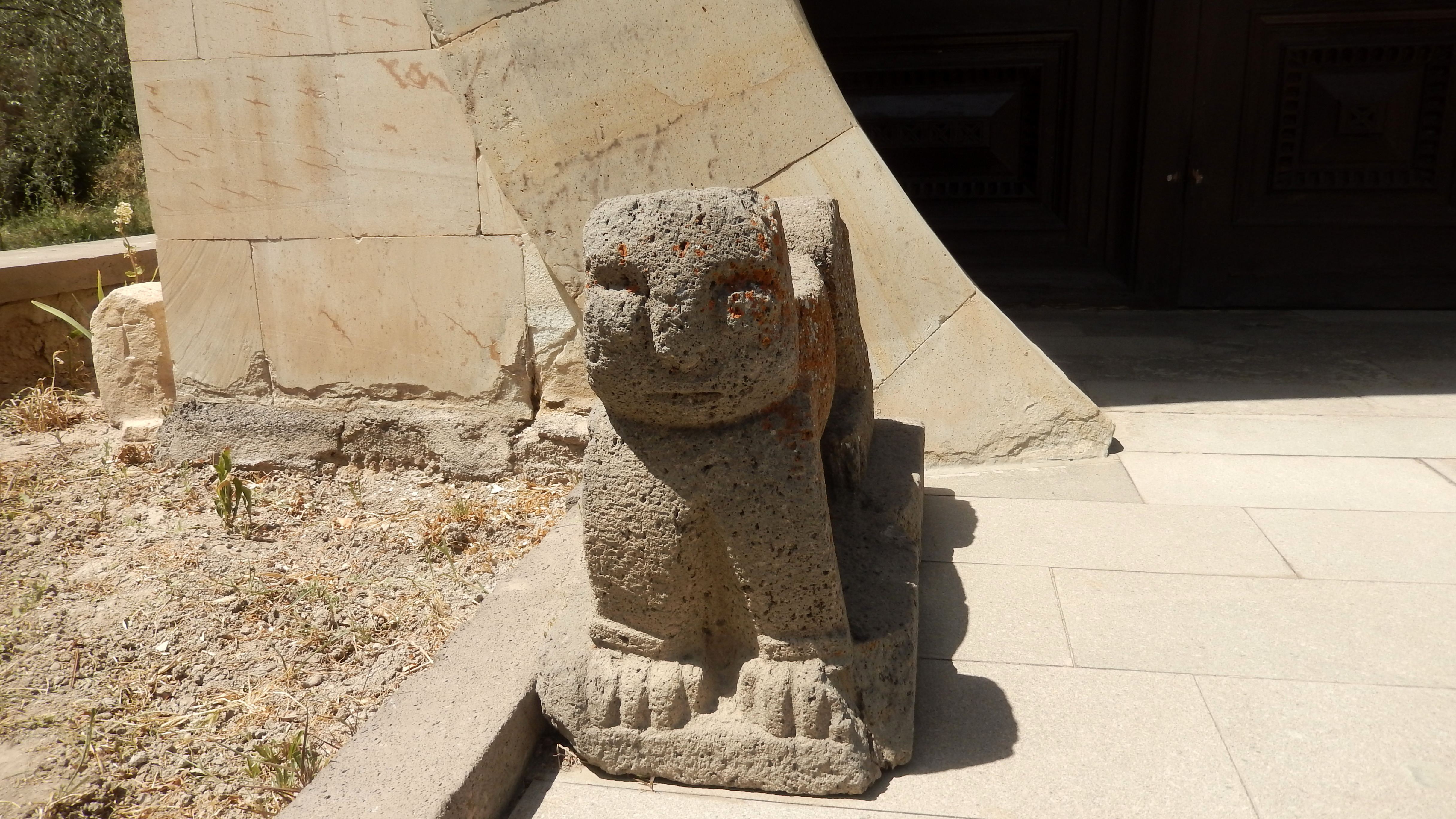
تندیس در سمت چپ ورودی موزه

موزه منطقه‌ای یغگنادزور (ارمنی: Եղեգնաձորի երկրագիտական թանգարան) موزه‌ای در یغگنادزور، واقع در استان وایوتس‌جور در جنوب ارمنستان است.:417:۳۲۹ این موزه در سال ۱۹۶۸ تأسیس شده و دارای حدود ۹۰۰۰ اثر باستان‌شناسی و قوم‌شناسی از دوران ماقبل تاریخ تا قرن بیستم است.

## مجموعه
این موزه شامل حدود ۹۰۰۰ شیء است که از دوران ماقبل تاریخ تا قرن بیستم قدمت دارند. این اشیاء شامل جواهرات، ابزارها، ظروف، فرش‌ها و سکه‌ها هستند. از مهم‌ترین آثار، یک خاچکار با کنده‌کاری پیچیده مربوط به قرن چهاردهم است که توسط مومیک حکاکی شده و در اصل در صومعه نوراوانک قرار داشته است. این خاچکار شامل دو بخش است که در مکان‌های مختلفی پیدا شده‌اند.:417:۳۲۹
اشیاء عصر برنز و دوران قرون وسطی که در جریان حفاری‌های باستان‌شناسی شهر باستانی موز در سال‌های ۱۹۳۰، ۱۹۷۸ و ۱۹۷۹ کشف شده‌اند نیز در موزه منطقه‌ای یغگنادزور به نمایش درآمده‌اند.